# Rudolf Strittich
Rudolf Strittich (3 marzo 1922 – 11 luglio 2010) è stato un allenatore di calcio e calciatore austriaco, di ruolo centrocampista.

## Carriera

### Club
Ha giocato nel campionato austriaco, colombiano e francese, sino al 1955, anno dell'addio al calcio giocato e periodo nel quale comincerà una carriera da allenatore lunga ed itinerante, conclusasi nel 1980.

### Nazionale
Ha collezionato 4 presenze con la maglia della nazionale austriaca.

## Palmarès

### Giocatore

#### Competizioni regionali
- Befreiungs-Pokal: 1

First Vienna: 1945

### Allenatore

#### Competizioni nazionali
- Campionato danese: 4

Esbjerg: 1961, 1962, 1965, 1979